# Галітові відходи
Галітові відходи є побічним продуктом основної стадії переробки сильвініту. Кількість хлориду натрію в природному сильвініті - до 90%. При переробці хлорид натрію йде у відвал. Склад галітових відходів, мас. %: NaCl - 80-92; KCl-1,2-5,5; CaSO4-0,3-2; MgCl2-0,05-0,2; нерозчинний осад - 1-2, вологість - 6-10%. Деяка кількість галітових відходів без додаткової обробки може бути використано в дорожньому та комунальному господарстві, а також гірничорудної промисловості. Однак потреба в цих галузях не перевищує 30-35% від загальної кількості вироблених відходів. Інша їх частина повинна бути перероблена або утилізована. Однією з перспективних галузей використання галітових відходів є переробка їх на технічну або харчову поварену сіль. Труднощі отримання харчової кухонної солі полягає в тому, що при флотації сильвініту в відходах залишаються флотореагенти. Як реагенти використовують органічні жирні аміни. Тому необхідно вводити додаткові операції для очищення кухонної солі від органічних речовин. Крім утилізації галітових відходів застосовують також і інші методи ліквідації. У Німеччині, наприклад, складування у відвали займає 36% від загального числа ліквідованих відходів, розчинення і закачування в поглинаючі горизонти - 40%, підземне поховання у вироблений шахтне простір - 24%. У Росії в даний час галітові відходи складують на поверхні землі у вигляді солевідвалів висотою 25-30 м. Їх огороджують дренажними канавами. Під солевідвалів відчужуються великі площі сільськогосподарських угідь. В м. Мозирі (Білорусь) працює завод з отримання кухонної солі з галітових відходів ВО «Белорускалій». Сольові відходи використовуються як сировина для отримання кухонної солі на заводах в Італії і у Франції (до 10% загальної кількості). Один з можливих шляхів використання таких відходів - приготування з них розсолів для виробництва соди. Такий процес здійснений на Березниківському хімічному комбінаті.
З галітових відходів видалення хлористого калію може здійснюватись їхньою обробкою при різній температурі зворотними розчинами насиченими NaCl і ненасиченими KCl. Повністю видалити глинисті домішки з відвалів неможливо, так як частина таких домішок тонковкраплена у галіт. Але вміст домішок у готовому продукті можна різко знизити, використовуючи їхній перерозподіл по класах крупності – концентрацією переважно у тонких класах, які можна видалити знешламленням.
Для виробництва харчової і кормової кухонної солі з галітових відходів сильвінітових флотаційних фабрик необхідно додатково очистити галіт від жирних амінів. Таке очищення може бути здійснене декількома способами: прогрівом технічної солі до 450оС; плавленням солі при 900оС з виділенням середньої проясненої зони розплаву, вільної від нерозчинного залишку і жирних амінів; протитечійною промивкою знешламленого відвалу насиченим розчином при перемішуванні. Кращим способом є поєднання промивки з наступним розплавленням і розжарюванням.
Сировиною для виробництва кальцинованої соди є галітові відходи. 